# Fredede bygninger i Herning Kommune
Denne liste over fredede bygninger i Herning Kommune viser alle fredede bygninger i Herning Kommune, bortset fra kirker. Listen bygger på data fra Kulturarvsstyrelsen.
| Sagsnavn                         | Komplekstype | Opførelsesår | Adresse                         | Koordinater                                 | Fredningsår (1. fredning) | ID (Link til Kulturarv.dk) | Billede     |
| -------------------------------- | ------------ | ------------ | ------------------------------- | ------------------------------------------- | ------------------------- | -------------------------- | ----------- |
| Angligården, Herning Kunstmuseum |              | 1965         | Birk Centerpark 3, 7400 Herning | 56°07′57″N 9°01′24″Ø / 56.13257°N 9.02343°Ø |                           | 657-150797-1               | Upload foto |
| Herningsholm                     |              | 1577         | Viborgvej 72, 7400 Herning      | 56°08′44″N 8°59′56″Ø / 56.14565°N 8.99888°Ø |                           | 657-157090-1               | Upload foto |
| Missionshuset Nasaret            |              | 1889         | Avlumvej 5, 7400 Herning        | 56°14′50″N 8°52′43″Ø / 56.24717°N 8.87853°Ø |                           | 657-162027-1               | Upload foto |
| Møltrup                          |              | 1777         | Møltrupvej 70, 7480 Vildbjerg   | 56°10′33″N 8°45′37″Ø / 56.17597°N 8.76037°Ø |                           | 657-904723-1               | Upload foto |
| Møltrup                          |              | 1777         | Møltrupvej 70, 7480 Vildbjerg   | 56°10′33″N 8°45′37″Ø / 56.17597°N 8.76037°Ø |                           | 657-904723-2               | Upload foto |
| Møltrup                          |              | 1777         | Møltrupvej 70, 7480 Vildbjerg   | 56°10′33″N 8°45′37″Ø / 56.17597°N 8.76037°Ø |                           | 657-904723-4               | Upload foto |
| Sindinggård                      |              | 1600         | Sindinggårdvej 21, 7400 Herning | 56°12′33″N 8°51′46″Ø / 56.20910°N 8.86265°Ø |                           | 657-111570-1               | Upload foto |
| Tinghuset                        |              | 1893         | Østergade 9, 7400 Herning       | 56°08′11″N 8°58′37″Ø / 56.13633°N 8.97690°Ø |                           | 657-163600-1               | Upload foto |